# Au bois lacté (film)
Pour les articles homonymes, voir Au bois lacté (homonymie) et Under Milk Wood (homonymie).
Pour plus de détails, voir Fiche technique et Distribution.
Au bois lacté (Under Milk Wood) est un film britannique réalisé par Andrew Sinclair, sorti en 1972.

## Fiche technique
- Titre français : Au bois lacté[1]
- Titre original : Under Milk Wood
- Réalisation : Andrew Sinclair
- Scénario : Andrew Sinclair d'après la pièce Au bois lacté de Dylan Thomas
- Photographie : Robert Huke
- Musique : Brian Gascoigne
- Pays d'origine : Royaume-Uni
- Format : Couleurs - 1,78:1 - Mono
- Genre : comédie dramatique
- Date de sortie : 
  - Italie : 25 août 1971 (Mostra de Venise 1971)
  - Royaume-Uni : 27 janvier 1972 (Londres)
  - France : janvier 1974 (Alsace, Nord)

## Distribution
- Richard Burton (VF : Serge Sauvion) : premier homme
- Elizabeth Taylor : Rosie Probert
- Peter O'Toole : capitaine Tom Cat
- Glynis Johns : Myfanwy Price
- Vivien Merchant : Madame Pugh
- Siân Phillips : Madame Ogmore-Pritchard
- Victor Spinetti : Mog Edwards
- Tim Wylton : Monsieur Willy Nilly
- David Jason : Nogood Boyo

## Sélection
- Sélection à la Mostra de Venise 1971[2]